# Maarten Spanjer

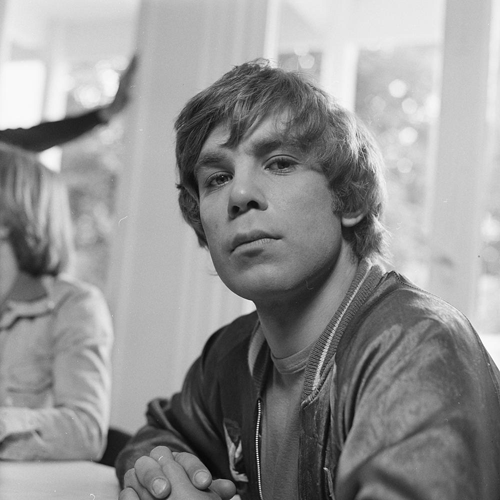
Maarten Spanjer in 1977

Martinus Raphaël (Maarten) Spanjer (Amsterdam, 24 oktober 1952) is een Nederlands acteur, die tevens bekend is als schrijver.

## Carrière
Spanjer is onder andere bekend geworden door zijn typetjes zoals Drs. Vijfje, de Voetbalombudsman in Voetbal '80 en Beun de Haas in de sterreclame.
Grote bekendheid verwierf hij in het programma Taxi. In dit programma knoopte Spanjer, vermomd als taxichauffeur, een praatje aan met de passagiers terwijl een verborgen camera draaide. Met het programma won Spanjer de Gouden Roos van Montreux.
Zijn bekendheid heeft er onder andere ook toe geleid dat hij samen met Rijk de Gooyer een serie reclamespotjes maakte voor KPN.
In 2006 speelde Spanjer rechercheur Martin Boks in de politieserie Boks, die uitgezonden werd door Talpa.
Spanjer is ook schrijver. Zo publiceerde hij onder andere in het satirisch studentenweekblad Propria Cures, waarin hij in een polemiek verzeild raakte met Harry de Winter. In 2016 kwam Spanjer in stukken uit, allemaal korte verhalen (anekdotes) gebundeld in één boek.
In 2011 verscheen Spanjer opnieuw als het typetje Beun de Haas in reclamespotjes van de BOVAG.
In 2018 trad Spanjer samen met Arno Smit op als verteller in de nostalgische muziektheatershow Rot op met die geraniums over de jaren 50 en 60 van de twintigste eeuw met zanger Rudy Bennett en The New Motion (deze keer bestaande uit Specs Hildebrand, Pepe Everts, Ruud Saelman, Alan McLachlan en Polle Eduard). 
Vanaf september 2019 namen Rudy Bennett, Theo van Es en Maarten Spanjer het publiek mee terug naar diezelfde tijd in de Beatshow. Dat deden zij met hits, verhalen en herinneringen. De hits werden gezongen door Rudy Bennett en Theo van Es, maar ook Polle Eduard (Tee Set) en singer/songwriter Specs Hildebrand leverden vocale bijdragen. Maarten Spanjer vertelde verhalen en haalde herinneringen op. Het geheel werd begeleid door de band The Motions.

## Filmografie
- Liefde en lange vingers (1975) - Rob
- Heb medelij, Jet! (1975) - bargast
- Pastorale 1943 (1978) - jongeman in gevangenis
- Spetters (1980) - Hans Blaak
- De Fabriek (televisieserie) - Piet Stok (13 afleveringen, 1981)
- Ik ben Joep Meloen (1981) - glazenwasser
- Voorbij, voorbij (televisiefilm, 1981) - jogger
- Het verleden (1982) - rol onbekend
- De stop en stap show (televisieserie, 1986-1987) - chef-redacteur Frederik Nieuwsgaarder
- De kip en het ei (televisieserie) - Evert (aflevering Florries romance, 1985, aflevering van 20 januari 1986, 250 pop of nop, 1987)
- Moordspel (televisiequiz) - assistent De Raat (aflevering Te hard accoord, 1987)
- Pompy de Robodoll (televisiefilm, 1987) - loodgieter Pijpeling
- Pompy de Robodoll (televisieserie) - loodgieter Pijpeling (1987-1988)
- Laat maar zitten (televisieserie) - Uckels (35 afleveringen, 1989-1991)
- De gulle minnaar (1990) - Freek
- Zaterdagavondcafé (televisieserie) - Fred (1992)
- Uit de school geklapt (televisieserie) - gymnastiekleraar Meeuwissen (1993)
- Seth & Fiona (televisieserie) - taxichauffeur (aflevering Namens de Koningin, bedankt!, 1994)
- In voor- en tegenspoed (televisieserie) - Herman (in het laatste van in totaal 4 seizoenen dat de serie liep, 1997)
- De eenzame oorlog van Koos Tak (televisieserie) - rol onbekend (aflevering Villa Cupido, 1996)
- Dit was het nieuws (panelshow) - zichzelf (1998)
- Schoon goed (televisieserie) - Albert van Wijck (10 afleveringen, 1999)
- Chicken Run (animatiefilm) - Ratje (2000, stem)
- De schippers van de Kameleon (2003) - Gerben Zonderland
- Kameleon 2 (2005) - Gerben Zonderland
- De Kameleon Ontvoerd (video, 2006) - Gerben Zonderland
- Boks (televisieserie) - Martin Boks (13 afleveringen, 2006-2007)
- Toen was geluk heel gewoon (televisieserie) - Rinus Michels (aflevering Ajax-Inter, 2007)
- Johan: logisch is anders - Rinus Michels (4 afleveringen, 2014)

## Luisterboeken
- De kameleon op volle toeren (van Hotze de Roos)
- Speurders met de kameleon (van Hotze de Roos)